# 米拉 (葡萄牙)
40°26′N 8°44′W / 40.433°N 8.733°W
米拉（葡萄牙語：Mira），是葡萄牙的城鎮，位於該國中部，由科英布拉區負責管轄，始建於1442年，面積124.03平方公里，2011年人口12,465，該城鎮人口密度每平方公里100.5人。

## 友好城市
- 法國 马恩河畔拉尼